# Apomecyna bremeri
Apomecyna bremeri är en skalbaggsart som beskrevs av Stefan von Breuning 1982. Apomecyna bremeri ingår i släktet Apomecyna och familjen långhorningar. Inga underarter finns listade i Catalogue of Life.